# Wu Meijin
Wu Meijin (吴美锦, ur. 25 kwietnia 1980 w Shaowu w prowincji Fujian) – chiński sztangista, wicemistrz olimpijski i dwukrotny mistrz świata.

## Kariera
Startował w wadze koguciej. Pierwszy sukces osiągnął w 2002 roku, kiedy podczas mistrzostw świata w Warszawie zdobył złoty medal. W zawodach tych wyprzedził Yang Chin-yi z Tajwanu i Rumuna Adriana Jigău. Wynik ten powtórzył na rozgrywanych rok później mistrzostwach świata w Vancouver, gdzie wyprzedził Jigău i Sedata Artuça z Turcji. W 2004 roku wystartował na igrzyskach olimpijskich w Atenach, zdobywając srebrny medal z wynikiem 287,5 kg. Rozdzielił tam na podium Turków: Halila Mutlu i Sedata Artuça. Był to jego jedyny start olimpijski. Ponadto Wu zwyciężył w wadze koguciej na igrzyskach azjatyckich w Pusan w 2002 roku, z wynikiem 292,5 kg.